# 銀河手帖 (遊佐未森のアルバム)
『銀河手帖』（ぎんがてちょう）は、遊佐未森の17枚目のオリジナル・アルバム。
2009年6月3日にヤマハミュージックコミュニケーションズ から発売された。規格品番はYCCW-10098/B（DVD付初回限定盤）、YCCW-10099（通常盤）。

## 概要
ヤマハミュージックコミュニケーションズに移籍してから2枚目のアルバム。

渡辺等をサウンド・プロデューサーに迎えて制作された。
「ミナヅキ」は北鎌倉にある明月院をモチーフにした曲。

## 収録曲
1. 道標
2. 扉
3. Tell me why
4. ミナヅキ
5. ショコラ
6. 5月、エニシダ。
7. ripple
8. 花の二重唱
9. shine!
10. I'm here with you
11. ピアニッシモ

## 参加ミュージシャン
- 山木秀夫(Ds)
- 渡辺等(B, Cello, Mandora, others)
- 西海孝(G)
- 渡辺シュンスケ(P)
- 佐野康夫(Ds)
- 今堀恒雄(G)
- 桑野聖(Violin)
- 鈴木広志(Sax, Clarinet)
- 鶴来正基(P)
- サキタハヂメ(Musical Saw)
- ゴンザレス三上(G)
- 寺田創一(Programing)
- 藤原道山(尺八)